# Talamanca-páramo

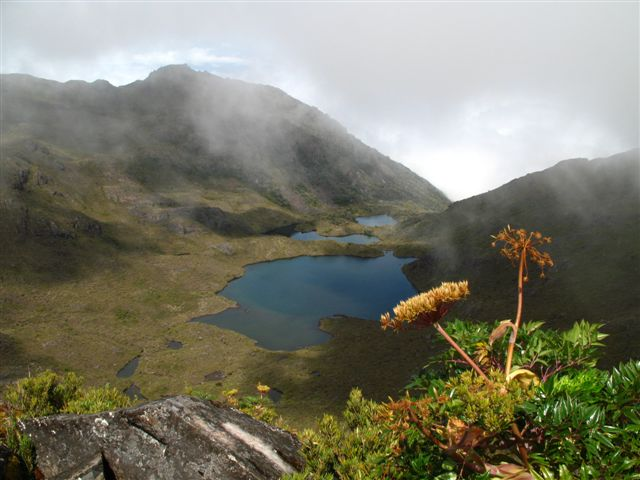
Paramo de Chirripo, Costa Rica

De Talamanca-páramo is een páramogebied dat gelegen is in de Cordillera de Talamanca, een berggebied in Costa Rica en Panama. In vergelijking met soortgelijke gebieden in de Cordillera de los Andes, is de Talamanca-páramo van beperkte omvang.

## Ligging
Dit alpiene ecosysteem bevindt zich op hoogtes boven de 3000 meter op de toppen van de Cerro de la Muerte, de Cerro Chirripó en de Cerro Kamuk in Costa Rica, en de Cerro Fábrega, de Cerro Itamut, de Cerro Echandi en Volcán Barú in Panama.

## Beschrijving
De zogenoemde subpáramo vormt de overgang tussen de lager gelegen bosgebieden en de daadwerkelijk páramo en dit gebied wordt gedomineerd door de dwergbamboesoort Chusquea subtessellata en struikgewas tot maximaal drie meter hoog. Op de páramo zelf is met uitzondering van lage struiken, kleine vetplanten, grassen en mossen zo goed als geen begroeiing. Door de hoogte is het er koud, is de luchtdruk laag en is de invloed van ultraviolette straling in zonlicht groot. Omdat hoge begroeiing ontbreekt heeft de wind vrij spel met verdrogende effecten als gevolg. In de droge tijd treedt er 's nachts regelmatig vorst op en in de regentijd is het mistig en regent het veel op de páramo. Sneeuw valt er echter zelden.

## Fauna
Het aantal diersoorten dat vast op de páramo leeft is relatief beperkt. Een groter aantal soorten is incidenteel in het gebied te vinden. De herpetologische fauna is beperkt tot vier soorten: Sceloporus malachiticus, de bergalligatorhagedis (Mesaspis monticola), de roodvoetboleettongsalamander (Bolitoglossa pesrubra) en de Talamanca-boleettongsalamander (Bolitoglossa sooyorum).
De zoogdieren worden op de páramo vertegenwoordigd door de witsnuitneusbeer (Nasua narica), de langstaartwezel (Mustela frenata), de poema (Puma concolor), de gewone kortoorspitsmuis (Cryptotis gracilis), het Dice's katoenstaartkonijn (Sylvilagus dicei), de Chiriquí-stekelmuis (Scotinomys xerampelinus), twee soorten oogstmuizen (Reithrodontomys creper en Reithrodontomys sumichrasti), de hooglandgeelschoudervleermuis (Sturnira ludovici) en de westelijke rode vleermuis (Lasiurus blossevillii). Tot de zoogdieren die incidenteel op de páramo te vinden zijn, behoren de jaguar (Panthera onca), de ocelot (Leopardus pardalis), de tijgerkat (Leopardus tigrinus), de Amazone-varkenssnuitskunk (Conepatus semistriatus), de grijze vos (Urocyon cinereoargenteus), de coyote (Canis latrans), de Midden-Amerikaanse tapir (Tapirus bairdii), de halsbandpekari (Tayassu tajacu) en het rood spieshert (Mazama americana). 
Van de Midden-Amerikaanse páramos zijn twaalf soorten standvogels bekend: de roodstaartbuizerd (Buteo jamaicensis), de vulkaankolibrie (Selasphorus flammula), de Browns winterkoning (Thryorchilus browni), de roetlijster (Turdus nigrescens), de grijskeeldwerglijster (Catharus gracilirostris), de zwartkapfeetiran (Empidomax atriceps), de winterkoningzanger (Zeledonia coronata), de zwartwangzanger (Basileuterus melanogenys), de witwenkbrauwtangara (Chlorospingus pileatus), de vulkaanjunco (Junco vulcani), de grootpootstruikgors (Pezopetes capitalis) en de roodkraaggors (Zonotrichia capensis). Verschillende andere vogelsoorten zijn incidenteel op de páramo te vinden. Voorbeelden zijn de kalkoengier (Cathartes aura), de Amerikaanse torenvalk (Falco sparverius), de Coopers sperwer (Accipiter cooperii), een wintergast uit Noord-Amerika, de Amerikaanse oehoe (Bubo virginianus), de zwarte nachtzwaluw (Caprimulgus saturatus), de Hoffmanns parkiet (Pyrrhura hoffmanni), de Catharina-bandparkiet (Bolborhynchus lineola), de bandstaartduif (Columba fasciata), de purperduif (Columba subvinacea), de roodborstkwartelduif (Geotrygon chiriquensis), de Irazukolibrie (Panterpe insignis), de rode boomloper (Margarornis rubiginosus), de leigrijze berghoningkruiper (Diglossa plumbea), de wigsnavelgors (Acanthidops bairdii), de blauwwitte zwaluw (Pygochelidon cyanoleuca) en de geelsnaveltroepiaal (Amblycercus holosericeus).